# Tinta Carvalha
Die Rotweinsorte Tinta Carvalha ist eine autochthone Rebsorte aus Portugal. Empfohlen ist sie in den Regionen Trás-os-Montes, Beira Interior Norte, Beira Interior Sul, Alentejo, Ribatejo und Oeste. Vor der Reblauskatastrophe war die Sorte auch in der Region Douro weitverbreitet. Im Rebsortenspiegel Portugals nimmt die Sorte mit einer bestockten Fläche von 5.242 Hektar Rang 8 der roten Sorten ein.
Die Sorte treibt sehr früh aus und ergibt alkoholarme Weine, denen es zumeist an Körper und Ausdruck mangelt. Die Sorte ist sehr ertragsstark. Tinta Carvalha ist eine Varietät der Edlen Weinrebe (Vitis vinifera). Sie besitzt zwittrige Blüten und ist somit selbstfruchtend. Beim Weinbau wird der ökonomische Nachteil vermieden, keinen Ertrag liefernde, männliche Pflanzen anbauen zu müssen.
Synonyme: Lobão, Tinta Carvalha do Douro, Tinta Carvalha do Tras-os-Montes, Preto Gordo